# Please Don’t Let Me Go
Please Don't Let Me Go – pierwszy singel angielskiego wokalisty Olly’ego Mursa z płyty Olly Murs.
Utwór zyskał największą popularność w Wielkiej Brytanii, gdzie uplasował się na liście UK Singles Chart na pozycji #1, oraz w Irlandii na miejscu #5 na liście Irish Singles Chart. Autorami piosenki są Olly Murs, Claude Kelly i Steve Robson, a producentami muzycznymi Future Cut wraz ze Steve’em Robsonem. Do singla został nakręcony teledysk.

## Listy utworów i formaty singla
Singiel CD:
1. „Please Don't Let Me Go” – 3:30
2. „This One's For The Girls” – 3:19

Digital download:
1. „Please Don't Let Me Go” („Digital Dog” radio edit) – 2:28